# Marsala

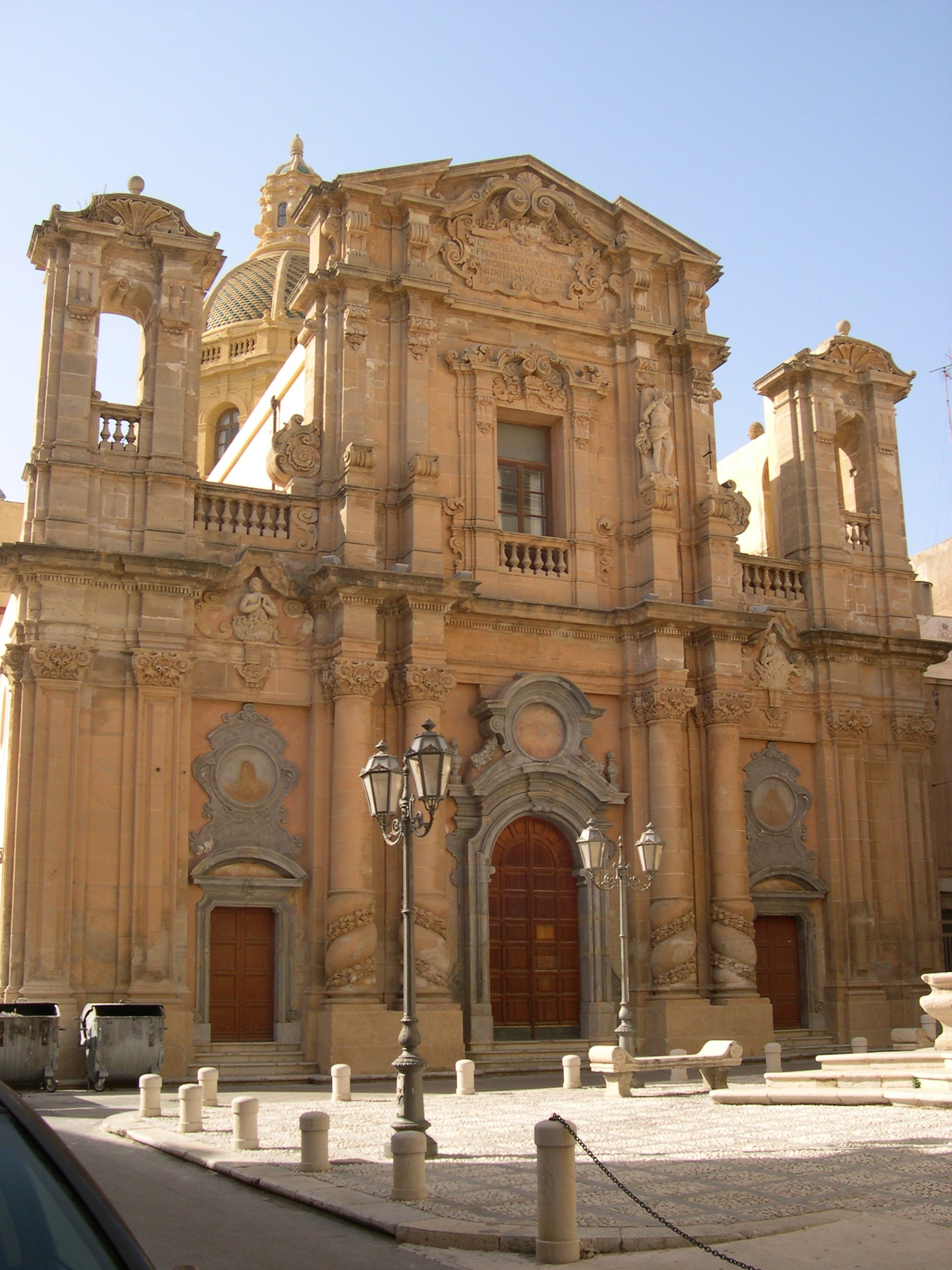
Nhà thờ Purgatory.

Marsala là một thành phố và cộng đồng (comune) ở tỉnh Trapani trong vùng Sicilia nước Ý.
Bờ biển thấp mà thành phố này tọa lạc là điểm cực tây của đảo Sicilia. Đô thị Marsala có diện tích 241,6 ki lô mét vuông, dân số thời điểm năm năm 2010 là 82.765 người.
Đô thị này có các đơn vị dân cư (frazioni) sau:
Các đô thị giáp ranh: 
Thành phố nổi tiếng với rượu vang Marsala.